# Maurocenia frangula
Maurocenia frangula ist eine Pflanzenart in der Familie der Spindelbaumgewächse, sie kommt endemisch im ganz südwestlichen Südafrika vor. Es ist die einzige Art der Gattung Maurocenia.

## Beschreibung
Maurocenia frangula wächst als immergrüner, langsamwüchsiger Strauch oder kleiner Baum bis zu 8 Meter hoch, bleibt aber meist kleiner.
Die einfachen, kurz gestielten Laubblätter sind gegenständig und hartlaubig. Die festen, dicken, ledrigen und kahlen Blätter sind eiförmig bis verkehrt-eiförmig oder elliptisch und ganzrandig. Der kurze Blattstiel ist bis 3 Millimeter lang. Der Blattrand ist meist leicht umgebogen. An der Spitze sind sie abgerundet bis eingebuchtet oder rundspitzig. Die jungen Blätter sind rot. Es sind minimale, welkende Nebenblätter vorhanden.
Maurocenia frangula ist gynodiözisch, es treten also Individuen mit rein weiblichen und solche mit zwittrigen Blüten auf. Allerdings können auch zweihäusige diözische Formen vorkommen. Es werden büschelige oder zymöse und achselständige, kleine Blütenstände mit einigen Blüten gebildet. Die sehr kleinen, zwittrigen oder weiblichen, gestielten Blüten sind weißlich bis gelb und fünfzählig mit doppelter Blütenhülle. Der Kelch ist winzig, rudimentär und die eiförmigen Kronblätter sind sehr klein. Es sind fünf ausladende Staubblätter ausgebildet. Bei weiblichen Blüten sind reduzierte Staminodien vorhanden. Der Fruchtknoten ist oberständig mit, bei den weiblichen Blüten, zweilappiger Narbe. Bei den zwittrigen Blüten ist der Fruchtknoten kleiner und die Narbe ist kleiner und ganz. Es ist jeweils ein fleischiger Diskus vorhanden.
Es werden kleine, hellrote und mehrsamige, eiförmige bis ellipsoide Beeren gebildet.

## Verwendung
Die Beeren sind essbar und wurden früher von den Hottentotten genutzt.
Das harte Holz wurde früher für Musikinstrumente verwendet.